# Petrovići (Olovo)
Petrovići es un pueblo ubicado en el municipio de Olovo, en el cantón de Zenica-Doboj, Bosnia y Herzegovina.

## Superficie
Posee una superficie de 9,57 kilómetros cuadrados.

## Demografía
Hasta 2013 la población era de 132 habitantes, con una densidad de población de 13,8 habitantes por kilómetro cuadrado.